# Rhododendron megeratum
Rhododendron megeratum är en ljungväxtart som beskrevs av I. B. Balf och Forrest. Rhododendron megeratum ingår i släktet rododendron, och familjen ljungväxter. Inga underarter finns listade i Catalogue of Life.